# قصة كل منزل
قصة كل منزل (بالهندية: कहानी घर घर की) هو مسلسل تم إنتاجه في الهند. بدأ عرضه في سنة 2000. بلغ عدد حلقاته 1661 حلقة، وتبلغ مدة الحلقة الواحدة 26 دقيقة. المسلسل من تأليف إيكتا كابور، تم بث المسلسل لأول مرة بتاريخ 16 أكتوبر 2000 بينما تم بث آخر حلقة منه بتاريخ 9 أكتوبر 2008 بعد أن استمر لقرابة 8 أعوام. من بطولة عامر علي مالك ومادورا نايك.

## وصلات خارجية
- قصة كل منزل على موقع IMDb (الإنجليزية)
- قصة كل منزل على موقع قاعدة بيانات الفيلم (الإنجليزية)

- الموقع الرسمي